# S.U.N.
S.U.N. (Something Unto Nothing) is een in 2011 geformeerde Amerikaanse hardrockband.

## Bezetting
- Sass Jordan[2] (zang)
- Brian Tichy[3] (gitaar)
- Michael Devin[4] (basgitaar)
- Tommy Stewart[5] (drums)

## Geschiedenis
De band werd geformeerd door de Canadese zangeres Sass Jordan en Brian Tichy. Jordan had in 1989 de Juno Award gewonnen in de categorie «Most Promising Female Vocalist of the Year» en was daarna in totaal drie keer genomineerd voor de prijs in de categorie «Female Vocalist of the Year», maar kon de prijs echter niet meer winnen. Tichy kan terugkijken op een succesvolle carrière als drummer voor onder andere Whitesnake, Ozzy Osbourne en Foreigner en hij was bovendien succesvol als songwriter voor Billy Idol, Derek Sherinian en verschillende tv-series, waaronder CSI en Law & Order. Bij S.U.N. werkt Tichy als gitarist.
Verdere oprichtingsleden waren de bassist Michael Devin (Lynch Mob, Whitesnake) en de drummer Tommy Stewart (Fuel, Everclear). De band trok zich twee weken terug in een hut om songs te schrijven. Hun door Tichy en Jordan geproduceerde debuutalbum Something Unto Nothing bracht de band uit in november 2012. In april 2014 verscheen de ep Nomad, die uitgezonderd de titelsong de twee coverversies Hey Hey My My van Neil Young en Maybe I'm Amazed van Paul McCartney en het nieuwe nummer Going Going Gone bevatte. Op het moment van uitbrengen werkte de band aan songs voor hun tweede studioalbum.

## Discografie
- 2012: Something Unto Nothing
- 2014: Nomad (ep)